# Wojna brytyjsko-bhutańska
Wojna brytyjsko-bhutańska (lub Wojna Duar) – konflikt militarny pomiędzy Bhutanem a Wielką Brytanią w latach 1864–1865. Bezpośrednią przyczyną wojny było odrzucenie przez Bhutańczyków propozycji nawiązania stosunków dyplomatycznych.

## Sytuacja w 1864
Oficjalnie pomiędzy Wielką Brytanią (Brytyjskimi Indiami) a Bhutanem nigdy nie utrzymywano stosunków dyplomatycznych. Jednak od lat 70. XVIII oba państwa miały wspólną granicę, na której dochodziło niezwykle często do incydentów i drobnych potyczek. Przyczyną tego była sporna część Assamu, który anektowali Brytyjczycy. Był to tzw. Duar (dosł. "brama wjazdowa"), część Assamu i Bengalu rozciągająca się wzdłuż południowej granicy Bhutanu. Teren ten był niezwykle ważny strategicznie, gdyż przechodziły przez niego jedyne szlaki ("bramy") z Indii do Bhutanu.
Brytyjczycy od roku 1862 starali się uregulować problem granicy i jednocześnie ocenić siłę militarną sąsiada. W tym celu wysłano misję dyplomatyczną sir Ashleya Edena w 1862. W Bhutanie od 1861 trwała jednak wojna domowa i misji nie przyjęto. Ponowna wyprawa rok później także spotkała się z niechęcią. A narzucającego się Edena zmuszono wreszcie do podpisania traktatu niekorzystnego dla Wielkiej Brytanii. Po powrocie do Indii Eden uznał umowę za nieważną i zaproponował siłowe rozwiązanie: okupację terytorium Bhutanu wraz ze zniszczeniem klasztorów-fortyfikacji (tzw. Dzongów) lub okupację rejonu Duar.

## Wojna
Brytyjczycy zdecydowali się na walkę. Zebrano oddziały z rejonu Assamu, Bengalu oraz z Cooch Behar, i podzielono na dwie grupy: wschodnią generała Dunsforda oraz zachodnią gen. Malkestera. 12 listopada 1864 oficjalnie wypowiedziano wojnę, a siły brytyjskie w czterech kolumnach rozpoczęły marsz na Bhutan. Docelowo miano opanować miasta: Devangiri, Bishenshing, Phuntsholing oraz Chumurchi.
10 grudnia Wielka Brytania anektowała Duar. W odpowiedzi na to Szabdrung (wielki lama) Bhutanu Jigme Chogyal oskarżył w odezwie z 16 grudnia Brytyjczyków o sprowokowanie wojny i wezwał naród do obrony państwa. Państwo jednak nie posiadało regularnej armii, a jedyną siłą zbrojną byli w praktyce strażnicy dzongów. Tymczasem wojska brytyjskie opanowały wyznaczone cele i wycofały się do Indii, pozostawiając tylko niewielkie garnizony. W tej sytuacji, w końcu stycznia 1865 Bhutańczycy rozpoczęli kontruderzenie. Pomiędzy 25 a 27 stycznia odzyskano kontrolę nad przejściami zachodnimi a 29 stycznia w niespodziewanym ataku wyzwolono Devangiri. Była to szczególnie bolesna porażka, ponieważ regularne wojsko brytyjskie zostało pokonane przez oddziały uzbrojone w broń białą oraz w łuki.
Wielki sukces odniosły też siły – 5 tys. ludzi – dowodzone przez penlopa Trongsa, które pokonały dwa brytyjskie oddziały (łącznie 12 tys. ludzi) pod Chumurchi, zdobywając przy tym sześć armat.
W związku z niespodziewanymi klęskami, na początku marca odwołano dotychczasowych dowódców brytyjskich, których zastąpili generałowie Fraser Tayter i Tombs. W drugiej połowie marca główna armia brytyjska rozpoczęła krwawy marsz na północ. 1 kwietnia, po zaciętym oporze, ponownie zajęto – i w dużym stopniu zniszczono – Devangiri. Niechlubnym incydentem było także rozstrzelanie 120 bhutańskich żołnierzy, którzy poddali się zdobywcom.

## Pokój w Cinch
W obliczu druzgocącej przewagi militarnej, wojska Bhutanu zaprzestały walki. Bardziej na północ nie odważyli się też zapuścić Brytyjczycy, w związku z czym działania zbrojne zakończono. Ostatecznie, 11 listopada, rok po rozpoczęciu wojny, podpisano traktat pokojowy. Bhutan zgodził się oddać sporne tereny Duaru oraz skrawki ziem w rejonie Sikkim i Cooch-Bihar. W zamian za to rząd brytyjski miał wypłacać 35 tys. rupii do 10 stycznia 1866; 45 tys. w 1867 i 55 tys. od 1868.
Pokój z 1865 obowiązywał aż do uzyskania niepodległości przez Indie w 1947 i podpisania traktatu indyjsko-bhutańskiego w 1949.
Do dziś w Muzeum Narodowym Bhutanu, w galerii poświęconej uzbrojeniu, można podziwiać zdobyte pod Chumurchi brytyjskie armaty.

## Brytyjscy wyżsi oficerowie polegli w czasie wojny[1]
- mjr J.W. Sanders – 3. Regiment Gurkhów – poległ w Buxa, grudzień 1864;
- kpt. F.C. Griffin – Regiment Królewskiej Artylerii – zginął w wybuchu beczki prochu w Ambiokh, 6 grudnia 1864;
- por. E.A. Anderson – Regiment Królewskiej Artylerii – zginął w wybuchu beczki prochu w Ambiokh, 6 grudnia 1864;
- por. K.W.S. Cameron – Regiment Królewskiej Artylerii – poległ pod Chumarchi, styczeń 1865;
- por. C.G. Millet – Regiment Królewskiej Artylerii – poległ pod Chumarchi, styczeń 1865;
- por. J.H. Urquhart – Regiment Królewskich Inżynierów – poległ pod Dewangiri, 30 stycznia 1865;
- por. W.H. Waller – Regiment Królewskiej Artylerii – zginął w wybuchu beczki prochu w Ambiokh, 6 grudnia 1864.